# Molophilus subfalcatus
Molophilus subfalcatus är en tvåvingeart som beskrevs av Alexander 1940. Molophilus subfalcatus ingår i släktet Molophilus och familjen småharkrankar. Inga underarter finns listade i Catalogue of Life.